# ماهان
ماهان هي مدينة إيرانية تقع في ناحية ماهان في جنوب شرق إيران محافظة كرمان وهي عاصمتها. تشتهر مهان بوجود ضريح أحد زعماء الصوفية (نعمة الله ولي) وكذلك حديقة الأمير ماهان التاريخية.

## الموقع
تقع المدينة عند سفوح جبال جفار وبلفار Jvpar و Plvar. تقع في القسم الجنوبي الشرقي من محافزة ماهان كرمان وتعتبر صلة الوصل بين محافظات فارس -هرمزغان -سيستان وبلوشستان - خرسان جنوبي و يزد. يبلغ عدد سكانها 16,787 حسب احصاء عام 2006 م.

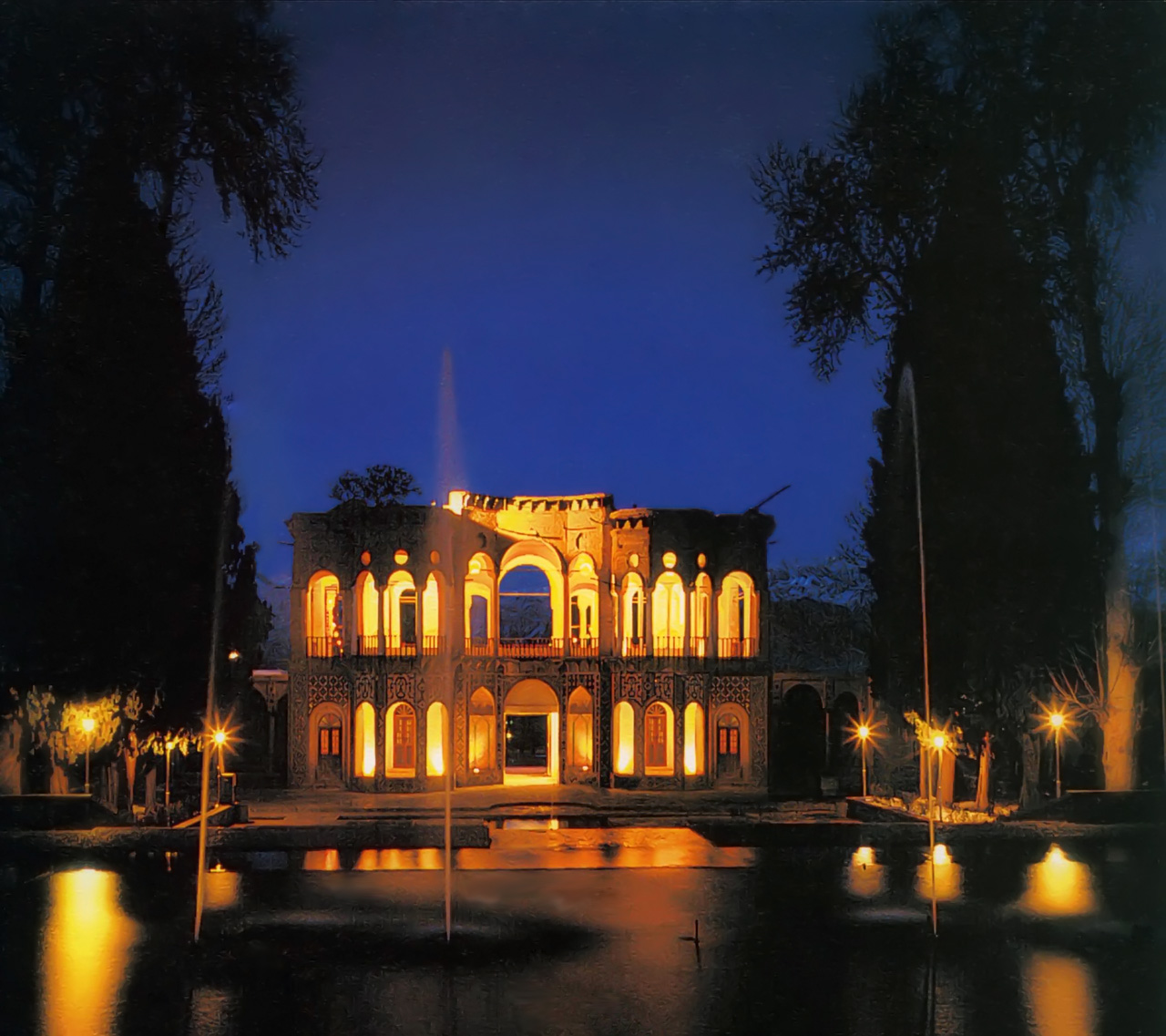
حديقة ماهان.
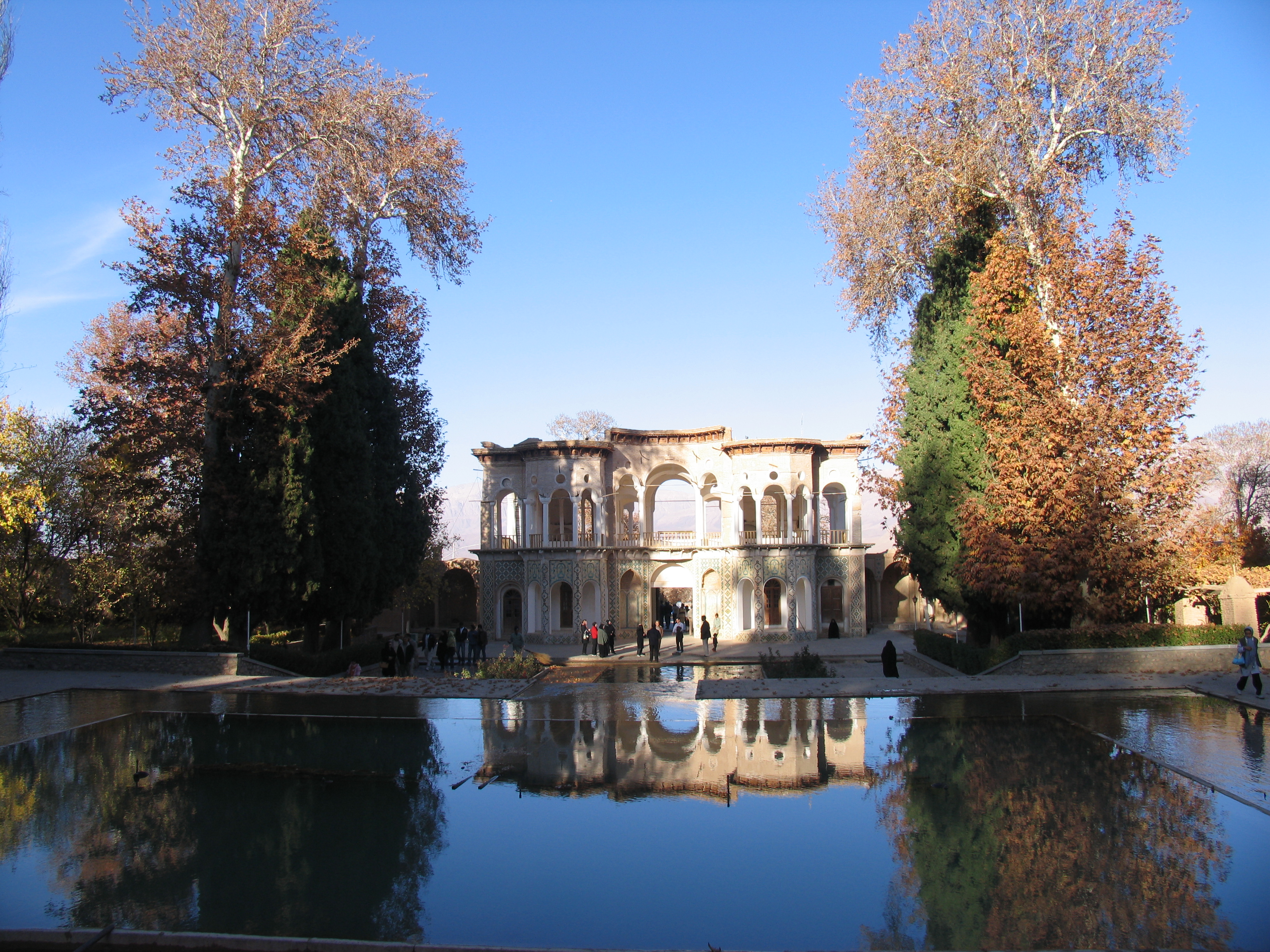
حديقة الأمير ماهان.
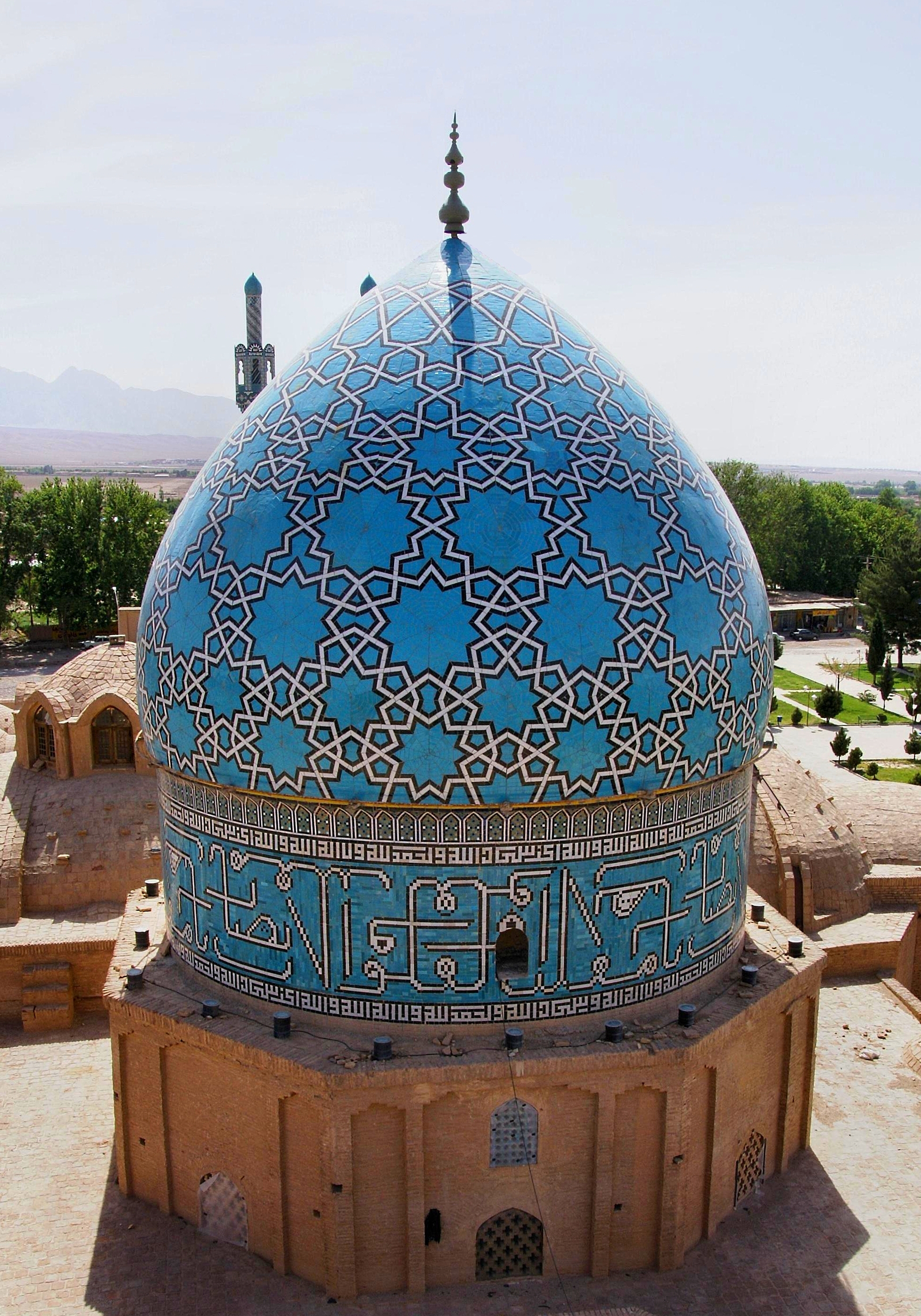
ضريح نعمة الله ولي.

## أعلام
- نعمة الله ولي
- أبو عبد الله محمد بن عيسى المهاني